# Єрьомін Олег Вікторович
Олег Вікторович Єрьо́мін (1989, м. Охтирка, Сумська область — 9 листопада 2022, на межі Харківської і Луганської областей) — молодший сержант підрозділу Збройних Сил України, учасник російсько-української війни, який загинув під час російського вторгнення в Україну. 

## Життєпис
Народився у 1989 році в м. Охтирці на Сумщині.
Здобув фах кухаря в Полтавському фаховому коледжі Національного університету харчових технологій. Був патріотом. Учасник Революції гідності. Грав на гітарі, любив панк рок, дуже смачно готував. Завжди підгодовував безпритульних тварин.
У 2015 році у складі ДУК ПС відбув захищати Україну. Згодом уклав контракт на військову службу у складі Збройних Сил України. Після демобілізації, працював охоронцем у ТРЦ «Портал», але незабаром знову повернувся до війська на військову службу за контрактом.
На початок російського вторгнення в Україну перебував у війську та був командиром відділення розвідувального взводу 92-ї окремої механізована бригада імені кошового отамана Івана Сірка. У червні 2022 року був нагороджений орденом «За мужність» ІІІ ступеня.
«Олег був мені ліпшим другом майже з дитинства. Був мені братом. Чуйний, добрий, турботливий. Він справжній Герой, завжди йшов на ризик, не боявся ворога. Відважний відчайдух, людина шаленої енергетики. Добрий, щирий, імпульсивний. Пішов воювати в АТО, щоб війна не прийшла в його домівку. Стримував цю орду. Перший раз як приїхав в Охтирку з початку повномасштабного вторгнення, відчував лють, коли побачив, що ворог зробив з його містом», — розповідала про Олега його подруга Ніка.
Загинув у віці 33 роки внаслідок ворожого артилерійського обстрілу під час виконання бойового завдання в боях з російськими окупантами на межі Харківської і Луганської областей.
Похований на Алеї Слави у рідному місті Охтирці.
Залишилися батьки, брат і друзі.

## Нагороди
- орден «За мужність» III ступеня (21.06.2022) — за особисту мужність і самовіддані дії, виявлені у захисті державного суверенітету та територіальної цілісності України, вірність військовій присязі[2].